# Duke of Sussex
Duke of Sussex ist ein erblicher britischer Adelstitel, der zweimal in der Peerage of the United Kingdom verliehen wurde und nach der südenglischen Grafschaft Sussex benannt ist.

## Verleihungen

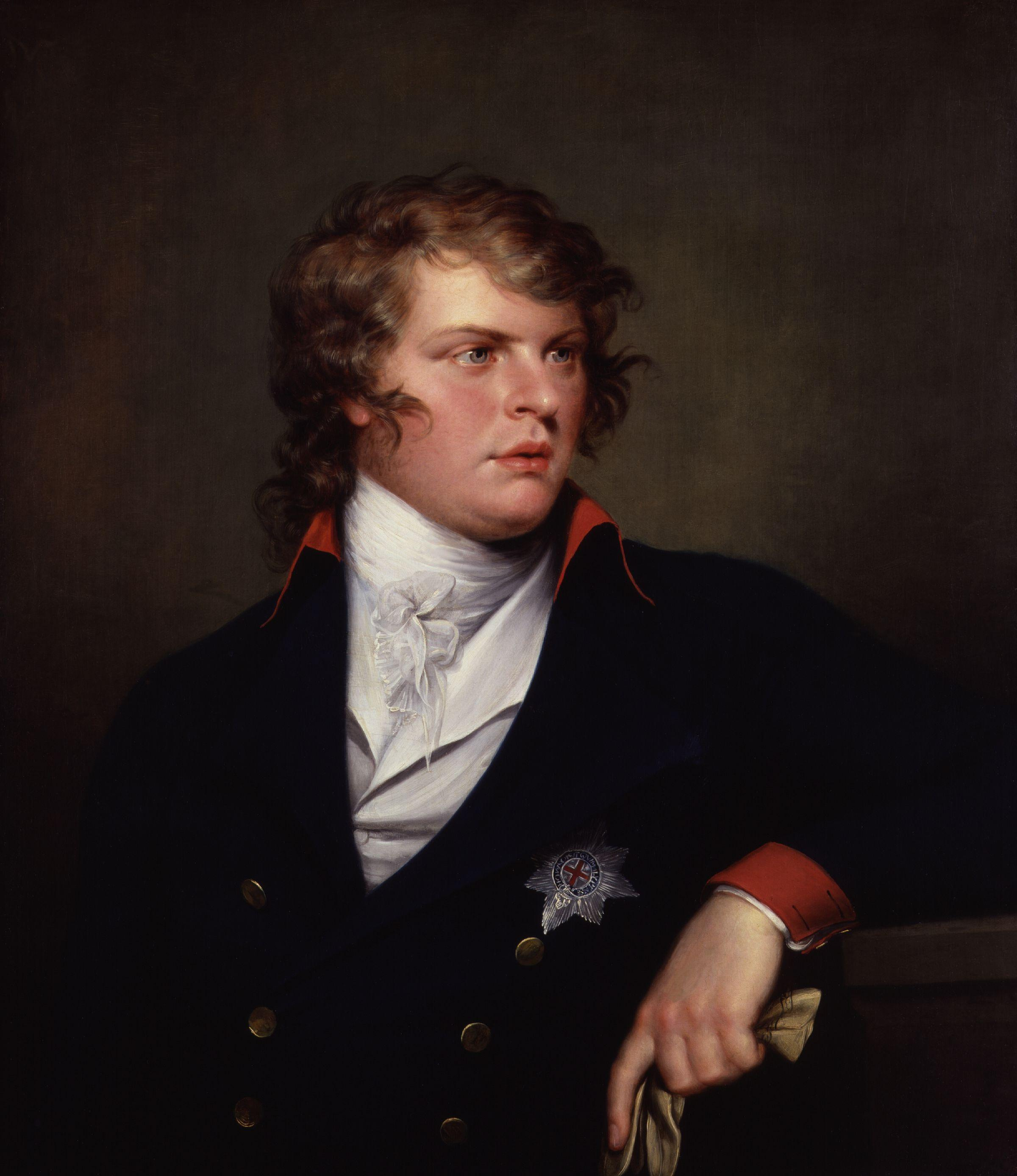
Augustus Frederick, 1. Duke of Sussex

### Erste Verleihung
Der Titel wurde am 24. November 1801 von König Georg III. für seinen sechsten Sohn, Prinz Augustus Frederick, geschaffen. Zusammen mit dem Dukedom wurden ihm die nachgeordneten Titel Earl of Inverness und Baron Arklow verliehen.
Beide Ehen des Prinzen im Jahr 1793 mit Lady Augusta Murray und 1831 mit Lady Cecilia Buggin verstießen gegen den Royal Marriages Act 1772, wodurch seine Kinder als illegitim galten. Als nicht-legitime Gattin konnte Lady Cecilia auch nicht bei Hof empfangen werden, doch 1840 löste Königin Victoria diese Angelegenheit, indem sie Cecilia aus eigenem Recht zur Duchess of Inverness erhob.
Da sein einziger Sohn aus erster Ehe Augustus Frederick d’Este als illegitim galt, erloschen Augustus Fredericks Titel bei seinem Tod am 21. April 1843.

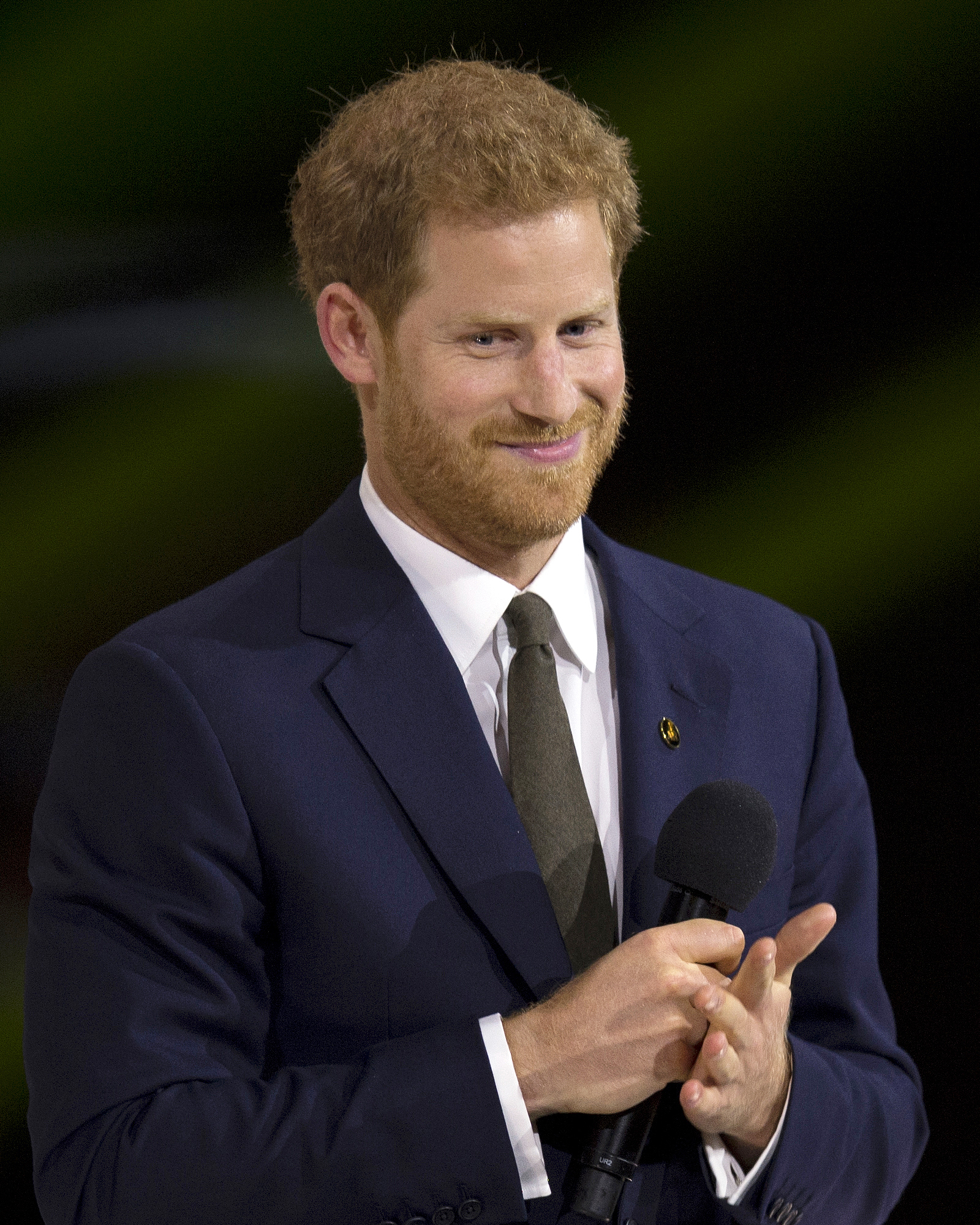
Harry, 1. Duke of Sussex

### Zweite Verleihung
Erst mehr als zweihundert Jahre später wurde der Titel erneut verliehen. Am 19. Mai 2018 wurde bekannt gegeben, dass Prinz Harry, der jüngere Sohn von König Charles, anlässlich seiner Hochzeit mit Meghan Markle zum Duke of Sussex ernannt werde. Zusammen mit dem Dukedom wurden ihm die nachgeordneten Titel Earl of Dumbarton und Baron Kilkeel verliehen. Die amtliche Verleihung der Titel erfolgte durch Letters Patent am 16. Juli 2018.

## Liste der Dukes of Sussex

### Duke of Sussex, erste Verleihung (1801)
- Prinz Augustus Frederick, Duke of Sussex (1773–1843)

### Duke of Sussex, zweite Verleihung (2018)
- Prinz Harry, Duke of Sussex (* 1984)

Titelerbe (Heir Apparent) ist der Sohn des aktuellen Titelinhabers, Prinz Archie of Sussex (* 2019).